# 핫토리 헤이지
핫토리 헤이지(일본어: 服部 平次, はっとり へいじ)는 아오야마 고쇼의 만화 《명탐정 코난》의 등장인물이다.

## 개요
오사카부의 고교생 탐정. 사립 가이호(改方)학원 고등부 2학년으로, 추리력은 동갑내기인 쿠도 신이치와 버금간다. 간사이 지방의 고교생 명탐정으로 유명하여 "서쪽의 고교생 탐정(西の高校生探偵)"이라는 소리를 들으며, 쿠도 신이치와 비교하여 "서쪽의 핫토리, 동쪽의 쿠도(西の服部、東の工藤)"라는 소리를 듣기도 한다. 오사카 방언을 쓰며 쿠도 신이치 못지 않게 열정이 넘친다. 가족으로는 오사카부 경찰 본부장인 아버지(핫토리 헤이조)와, 절세가인인 어머니(핫토리 시즈카)가 있다. 토야마 카즈하와 소꿉친구이지만 속으로는 카즈하를 좋아하고 있다. 하지만 자기자신은 그것을 알지 못하고 카즈하를 부하로 여기고 있다.(얼마전엔 자신도 깨닫고 고백하려는 중...) 오사카부 네야가와시에 거주한다.

## 인물

### 첫 등장
첫 등장은 48~49화. 때때로 자신과 비교되는 관동 지방의 고교생 명탐정 쿠도 신이치와 대결을 하기 위해서 모리 탐정 사무소에 갔다가 우연히 탐정 사무소에 온 살인 사건 해결 의뢰가 들어왔다. 사건 현장에서 핫토리는 추리 끝에 범인을 지목하지만 교묘한 범인의 함정을 눈치채지 못한 잘못된 추리였고, 핫토리가 오사카에서 가져온 바이칼로 인하여 일시적으로 몸이 돌아온 신이치가 바로잡아 진짜 범인을 잡는다.

### 추리승부
결과적으로 핫토리는 추리 대결에서 신이치에게 완패했음을 깨끗하게 인정하지만 신이치는 "진실은 하나밖에 없으니까 추리에는 승부가 없다(真実は一つしかないのだから、推理に勝ち負けなんてない)."는 말을 남겼으며 이에 핫토리는 자신의 생각이 잘못되었음을 깨닫게 되지만 가끔씩 "어느 쪽이 빨리 수수께끼를 풀까?(どちらが早く謎を解くか)"라고 말하기 때문에 추리 승부 자체를 아직까지는 좋아하는 듯 하다.

### '에도가와 코난'이 '쿠도 신이치'임을 알다
이후로도 신이치를 라이벌로 의식하고 있었기에 홈즈 추리 여행에도 신이치가 나타날 것이라고 생각하였으며, 그 곳에 갔다가 코난이 추리하는 모습과 증거를 찾는 모습을 보고 쿠도 신이치임을 눈치채고 코난을 추궁한 끝에 진상을 듣게 된다. 이후로는 코난과 사건에 휘말리게 되면 함께 추리를 하면서 해결해 나가는 라이벌이자 협력하는 관계가 되었으며 코난의 영향을 받아 "범인은 절대 자살시키지 않는다.(犯人を絶対自殺させない)"라고 생각하게 되었다.

### 스키여행
문제는 스스럼없이 코난에게 '쿠도'라고 부르는 것이 습관이다보니 란 앞에서도 코난을 쿠도라고 불러놓고 수습하느라 진땀을 흘리는 경우가 잦다는 점이다. 한번은 란이 코난의 정체가 신이치인 것을 눈치채자 이를 감추기 위해 신이치로 변장하여 란 앞에 나타났으나 결과는 실패로 끝난다. 신이치하고는 중학생이었을 때 학교의 스키 여행에서 일어난 사건의 추리를 둘러싸고 대결을 펼친 적이 있었지만, 핫토리는 그것을 알지 못한다. 물론 신이치도 눈치채지 못했지만 490화(핫토리 헤이지 vs 쿠도 신이치, 스키장의 추리대결)에서 알아차린다.

### 승부욕
추리에는 승부가 없다는 신이치와는 달리 승부를 고집하는 성격이다. 아버지로부터 핫토리 본인의 추리활동이 수사에 방해가 된다는 질책을 듣지만 탐정으로서의 본능을 주체하지 못하고 사건 해결을 위해 노력하는 자세를 보이며, CIA와 관련이 있는 사건이라도 신이치와 함께 흥미를 느낀다.

### 고생
한편으로는 코난의 정체를 알게 된 이후로 총격을 당하거나 배에서 떨어지는 등의 일을 겪게 되고, 이에 대해 엄마가 "도쿄에 갈 때마다 모리 탐정이 헤이지를 고생시키는 거 아니냐"며 걱정스러운 말을 한 적도 있다.

### 좋은 점들
또한 검도 실력이 상당하며, 법의학 등의 지식이 풍부하고, 수영과 영어가 자신있는 분야이다. 특히 영어는 죠디의 정체를 수상히 여기고 코난과 함께 그녀의 집을 방문했을 때 수준급의 영어 실력을 보이기도 하였다. 또 이륜 면허(대한민국 경찰청에선 오토바이 면허를 오토바이의 배기량에 따라 원동기면허, 2종소형면허로 나누고 있으며, 경찰서와 운전면허시험장에서 오토바이 면허시험을 볼 수 있다.)도 가지고 있어 여러 차례 오토바이를 사용하는 모습도 나왔다.(세기말의 마술사에서 카즈하/서가영, 에도가와 코난/코난을 태우고 운전하는 장면)오토바이는 아무나 타는 것이 아니라 조심성과 끈기가 있는 사람만 탈 수 있음을 생각한다면 헤이지는 끈기가 있고 강단진 사람인 것으로 보인다.

### 오사카 사람
신이치와는 달리 축구는 잘 하지 못하나, 악당들과의 대결 등에서 보이는 신체적 대처 능력은 신이치와 동등하다. 오사카 주민이라는 것에 굉장한 자부심을 가지고 있으며, 조디 스털링에게서 '이상한 일본어를 쓴다'고 지적당했을 때 관서 사투리도 훌륭한 일본어라며 발끈했으나 후에 모리 코고로에게서 '짜증나는 사투리'라는 말을 들었을 때는 별다른 대꾸를 하지 않았다.

### 속있는 사람
마냥 장난스럽고 감정적인듯 보이지만 굉장히 속이 깊고 어른스러운 면도 있다. 토야마 카즈하와 절벽에 매달리게 되었을 때는 필사적으로 그녀를 지켜냈으며, 카즈하가 혹여 걱정할까봐 상처를 숨기기도 한다. 또한 존경하는 축구선수를 용의자로서 대해야하는 코난에게 진심어린 충고를 해준 적도 있다.

### 얼굴색
헤이지의 까무잡잡한 피부색은 할아버지의 영향을 받아서 그런것이다.

## 복장
사복을 입을 때 야구 모자를 쓰고 다니는데, 모자에는 화이트 삭스를 모방한 SAX의 로고 마크가 붙어 있다. 평소에는 주로 모자를 뒤로 쓰는 모습을 보이지만, 토야마 카즈하의 말로는 헤이지가 모자를 똑바로 고쳐쓰면 진지한 추리모드로 돌입한 것이라 한다.

## 보충
- 이름은 탐정 이야기(探偵物語)에 등장하는 형사 제니가타 헤이지(銭形平次)에서 파생되었다.
- 코난(신이치)은 "핫토리(服部)"(사건을 조사하거나 서로 대화하는 동안) 또는 "헤이지 형(平次兄ちゃん)"(다른 사람 앞에서)이라고 부르며, 란이나 아가사 박사, 메구레 경부나 타카기 형사는 "핫토리 군(服部くん)", 하이바라 아이는 "오사카의 소년탐정/탐정/친구 등(大阪の 少年探偵/探偵くん/お友達)"이라고 부른다. 모리 코고로는 "오사카의 새카만 꼬마(大阪の色黒ボウズ)", 혹은 "헤이지(平次)"라고 부르며, 부모나 카즈하는 "헤이지(平次)", 오오타키 경부는 "헤이 짱(平ちゃん)"이라고 부른다.
- 모리 코고로(유명한)에게는 옷-쨩(아저씨의 애칭?)이라고 부른다.에도가와 코난도 그렇게 부른다.
- 엘러리 퀸을 좋아하며 오사카에 거주하지만 원작으로 따지면, 등장횟수가 다른 지역에 거주하는 사람들 중 제일 많다.
- 극장판에서는 세기말의 마술사에서 처음 등장했으며, 이후 미궁의 십자로, 탐정들의 진혼가, 칠흑의 추적자, 천공의 난파선, 절해의 탐정, 진홍의 연가에 등장했다. 또 미궁의 십자로에서는 중요한 역할을 맡았으며, 칠흑의 추적자에서는 독자적으로 수사하는 코난을 도왔다.
- OVA판에서는 <코난VS키드VS야이바 보검 쟁탈 대결전> (2000년), <코난과 헤이지와 사라진 소년> (2003년), <사라진 다이아몬드를 찾아라.> (2006년), <16인의 용의자> (2002년), <오사카 오코노미야키 오딧세이>(2010년), <니가타 ~ 도쿄 기념품 광시곡> (2011년) 등에서 등장했으며 <10년 후의 이방인> (2009년)에서는 10년 후의 헤이지가 토야마 카즈하와 등장하게 되었다.
- 한국판으로 번역될 당시 이름이 '하쯔토리'로 표기된 적이 있었다. 하지만 이는 촉음을 청음으로 착각해 잘못 표기된 것으로, '핫토리'라고 쓰는 것이 올바르다.
- 1인칭은 신이치와 같은 '오레'이다.

## 성우진
일본어판은 호리카와 료(堀川りょう)가, 한국어 더빙판은 초반에 김승준과 구자형이 맡았으며 현재는 최재호가 더빙을 맡고 있다. 영어 더빙판은 케빈 M 콘놀리(Kevin M. Connolly)가 더빙을 하였다.

## 각 언어판별 이름
한국어 더빙판에서는 하인성이라는 이름으로 나오며, 해외판에서는 할리 하트웰(Harley Hartwell)이라는 이름으로 나온다.